# Jordan (nom)
Pour les articles homonymes, voir Jordan.

## Étymologie
[ʒordan]
Forme occitane, anglo-normande et anglaise de « Jourdain ». Du fleuve Jourdain coulant au Proche-Orient, dans les eaux duquel Jean le Baptiste aurait baptisé le Christ et ses premiers disciples, et dont les croisés prélevaient de l'eau pour baptiser leurs enfants.

## Nom de famille
Jordan est un patronyme, l'usage d'accoler le prénom du père au nom de baptême de l'enfant s'étant fixé vers le XIIIe siècle. Le patronyme Jordan est assez peu répandu en France (il faut toutefois signaler que les patronymes occitans Jourda, Giordan et Jourdan en sont des variantes cacographiées). Les départements comptant le plus de personnes portant ce nom sont le Haut-Rhin, la Haute-Savoie, le Gard et les Alpes-Maritimes.
Le patronyme Jourdain est quant à lui majoritairement présent en Seine-Maritime, dans le Nord, le Pas-de-Calais, la Charente-Maritime, la Manche et à Paris. La version catalane du patronyme, Jorda, est présente majoritairement dans les Pyrénées-Orientales. La version italienne du patronyme, Giordano, est également présente sur le territoire français.
Dans les actes notariés du Moyen Âge, c'est la forme latine du patronyme Jordanus qui est la plus fréquente.
Depuis les Croisades, le patronyme Jordan est présent dans de nombreux pays européens sous différentes formes. La forme Jordanes est quant à elle présente en Allemagne depuis le VIe siècle.

## Prénom
Le prénom Jordan, porté surtout en France au XIIIe siècle après les Croisades par des nobles du nord de la France (ex. : Jordan d'Aldenfort), est redevenu à la mode au XXe siècle aux États-Unis, et réapparaît en France dans les années 1970, avec une dénasalisation de la dernière syllabe. Il a connu son pic de popularité en 1993 avec 6 341 garçons prénommés Jordan, avant de se raréfier de nouveau (173 garçons nés en 2020 prénommés Jordan).
Il est fêté, comme Jourdain, le 13 février. Il a pour variantes masculines Jordane, Jordann, Jordany, Jourdan et féminines Jordana, Jordane, Jordanna, Jordanne, etc.
Il est porté notamment par :
- Pour l'ensemble des articles sur les personnes portant ce prénom, consulter :
  - la liste des articles dont le titre commence par ce prénom
  - les listes produites par Wikidata : Liste des personnes de prénom « Jordan » — même liste en incluant les éventuels prénoms composés qui contiennent « Jordan ».